# Карл (Ајфел)
Карл (њем. Karl) општина је у њемачкој савезној држави Рајна-Палатинат. Једно је од 107 општинских средишта округа Бернкастел-Витлих. Према процјени из 2010. у општини је живјело 197 становника. Посједује регионалну шифру (AGS) 7231065.

## Географски и демографски подаци
Карл се налази у савезној држави Рајна-Палатинат у округу Бернкастел-Витлих. Општина се налази на надморској висини од 326 метара. Површина општине износи 10,4 km². У самом мјесту је, према процјени из 2010. године, живјело 197 становника. Просјечна густина становништва износи 19 становника/km².